# Tryssogobius nigrolineatus
Tryssogobius nigrolineatus és una espècie de peix de la família dels gòbids i de l'ordre dels perciformes.

## Morfologia
- Els mascles poden assolir 2,9 cm de longitud total.
- Nombre de vèrtebres: 26.[4]

## Hàbitat
És un peix marí, de clima tropical i demersal que viu entre 73-110 m de fondària.

## Distribució geogràfica
Es troba a Fiji.

## Observacions
És inofensiu per als humans.